# Solymar
Solymar ist ein Badeort im Süden Uruguays und Teil der Ciudad de la Costa.

## Geographie
Solymar liegt sich auf dem Gebiet des Departamento Canelones in dessen Sektor 37 an der Küste des Río de la Plata. Dort ist der Badeort mittlerweile in der Ciudad de la Costa aufgegangen. Westlich grenzt Solymar im Küstenabschnitt an El Bosque, im Hinterland an Lagomar. Die Entfernung Solymars zum Stadtzentrum der westlich gelegenen Landeshauptstadt Montevideo beträgt etwa 24 Kilometer.

## Infrastruktur

### Bildung
Solymar verfügt über zwei weiterführende Schulen (Liceo). Dies sind das am 21. März 1972 gegründeten Liceo Nº 1 de Solymar und das am 9. März 1992 den Lehrbetrieb aufnehmende Liceo Nº 2 de Solymar.

### Kultur
In Solymar befindet sich das Museo del Pan (dt.: Brotmuseum).

### Verkehr
Die Ruta Interbalnearia tangiert die Stadt im Norden.

## Einwohner
Die Stadt hat 18.573 Einwohner. (Stand: 2011)
| Jahr | Einwohner |
| ---- | --------- |
| 1963 | 542       |
| 1975 | 3.527     |
| 1985 | 6.607     |
| 1996 | 13.942    |
| 2004 | 15.908    |
| 2011 | 18.573    |

Quelle: Instituto Nacional de Estadística de Uruguay

## Söhne und Töchter der Stadt
- Diego Rossi (* 1998), Fußballspieler